# Unione Sportiva Fiorenzuola 1922 2001-2002
Questa pagina raccoglie le informazioni riguardanti l'Unione Sportiva Fiorenzuola 1922 nelle competizioni ufficiali della stagione 2001-2002.

## Stagione
Nella stagione 2001-2002 il Fiorenzuola disputa il settimo campionato della sua storia in Serie C2, il quarto consecutivo.
In campionato i rossoneri sono inseriti nel girone B, insieme a squadre dell'Italia nord-orientale, mentre in Coppa Italia Serie C prendono parte al girone F, insieme a Spezia, Reggiana, Carrarese e Brescello, le prime tre militanti in Serie C1.
Dopo aver ottenuto il ripescaggio in Serie C2, viene nominato allenatore Fabio Querin, proveniente dal settore giovanile, parallelamente alla preparazione vengono portate avanti le trattative riguardanti alla cessione del club ad un gruppo di imprenditori capeggiati da Alessandro Aleotti, presidente del Brera. Il prosieguo delle trattative porta ad avere contemporaneamente due squadre: una, composta perlopiù da giovani del settore giovanile, allenata da Querin che disputa le gare ufficiali, ed un'altra, composta da giocatori sudamericani, allenata dall'ex nazionale argentino Mario Kempes, che si allena e prende parte ad alcune amichevoli in attesa della formalizzazione dell'accordo.
La prima partita stagionale, il 12 agosto, è la prima giornata del girone di Coppa e vede il Fiorenzuola allenato da Querin sconfitto per 4-1 in casa dalla Reggiana. Nelle successive partite di Coppa i rossoneri ottengono una vittoria, un pareggio ed una sconfitta, chiudendo il loro girone all'ultimo posto con 4 punti e venendo, di conseguenza, eliminati.
Il debutto in campionato avviene il 2 settembre, in casa dell'Imolese che vince per 1-0 di fronte ad un Fiorenzuola che schiera sette esordienti. La prima vittoria arriva alla terza giornata ed è un 3-0 in casa del Sassuolo con reti di Parma, Lanati e Luciani. Dopo questa vittoria arrivano altri tre risultati utili, una vittoria e due pareggi, nonostante ciò, la società decide di affiancare a Querin il più esperto Marco Bozzi.
Il 29 ottobre la trattativa per la vendita salta definitivamente, con la società che resta nelle mani di Antonio Villa, mentre Kempes e i giocatori sudamericani rimangono liberi di accasarsi in altre società.
Con l'aggiunta di Bozzi i risultati sul campo non migliorano e, nelle restanti gare del girone d'andata il Fiorenzuola vince solo una partita, il 16 dicembre col Faenza, chiudendo la prima metà della stagione al quartultimo posto con 14 punti.
Quattro sconfitte di fila tra la fine del girone d'andata e l'inizio del girone di ritorno costano, dopo il 3-1 casalingo subito dal Sassuolo, l'esonero a Querin, sostituito da Massimo Ficcadenti, anch'egli al debutto su una panchina di una prima squadra. Col nuovo tecnico i risultati non migliorano: i valdardesi tornano alla vittoria soltanto il 10 marzo, quando, dopo dieci partite senza i tre punti, superano per 1-0 la Poggese ultima in classifica con una rete di Sabato. Nelle giornate successive i rossoneri, condizionati da molti pareggi, non riescono ad uscire dalla zona play-out, evitanado comunque, con la vittoria per 2-0 sul Faenza alla penultima giornata, la retrocessione diretta.
A fine stagione la classifica vede il Fiorenzuola al penultimo posto con 27 punti conquistati in 34 partite. L'avversario nei play-out è il Trento classificatosi in quattordicesima posizione con 32 punti. La gara di andata si gioca a Fiorenzuola il 19 maggio e vede i rossoneri soccombere per 1-0 grazie ad un rigore trasformato da Garofalo. Il 26 maggio si gioca il ritorno in Trentino con i gialloblù che passano in vantaggio con Mantovani, sono poi raggiunti da una rete di Merloni e, ridotti in inferiorità numerica per l'espulsione di Garofalo, subiscono il forcing finale dei rossoneri che colpiscono per due volte il palo, ma non riescono a trovare la via del gol, venendo quindi condannati alla retrocessione in Serie D.
A fine stagione il giocatore più presente in campionato è il difensore Berardo con 31 partite disputate, mentre il miglior realizzatore è Parma con 4 gol in campionato ed 1 in Coppa Italia.

## Organigramma societario[2]
- Presidente: Antonio Villa
- Vicepresidente: Roberto Bricchi
- Allenatore: Fabio Querin, dal 9 ottobre 2001 Fabio Querin e Marco Bozzi[2], dal 24 gennaio 2002 Massimo Ficcadenti[3]

## Rosa[2]
Sono in corsivo i giocatori che hanno lasciato la società durante la stagione.
| N. |                   | Ruolo | Calciatore                |
| -- | ----------------- | ----- | ------------------------- |
|    | Italia (bandiera) | P     | Davide Bertaccini         |
|    | Italia (bandiera) | P     | Andrea Ferrari (II)       |
|    | Italia (bandiera) | P     | Ermanno Fumagalli         |
|    | Italia (bandiera) | D     | Riccardo Balzano          |
|    | Italia (bandiera) | D     | Marco Berardo             |
|    | Italia (bandiera) | D     | Silvio Cassaro            |
|    | Italia (bandiera) | D     | Roberto Di Francia        |
|    | Italia (bandiera) | D     | Andrea Gorrini (capitano) |
|    | Italia (bandiera) | D     | Pierpaolo Lanati          |
|    | Italia (bandiera) | D     | Simone Mazzocchi          |
|    | Italia (bandiera) | D     | Rocco Sabato              |
|    | Italia (bandiera) | C     | Gianmarco Agostinelli     |
|    | Italia (bandiera) | C     | Andrea Ciceri             |
|    | Italia (bandiera) | C     | Maurizio De Falco         |
|    | Italia (bandiera) | C     | Rinaldo Del Santo         |
|    | Italia (bandiera) | C     | Gianluca Desiderio        |
|    | Italia (bandiera) | C     | Andrea Ferrari (I)        |
|    | Italia (bandiera) | C     | Alessandro Livi           |

| N. |                   | Ruolo | Calciatore        |
| -- | ----------------- | ----- | ----------------- |
|    | Italia (bandiera) | C     | Damiano Longhi    |
|    | Italia (bandiera) | C     | Manolo Manoni     |
|    | Italia (bandiera) | C     | Omar Melizza      |
|    | Italia (bandiera) | C     | Daniele Mello     |
|    | Italia (bandiera) | C     | Dario Mileo       |
|    | Italia (bandiera) | C     | Nicola Nieddu     |
|    | Italia (bandiera) | C     | Roberto Occhiuzzi |
|    | Italia (bandiera) | C     | Daniele Pizzelli  |
|    | Italia (bandiera) | C     | Donato Pugliese   |
|    | Italia (bandiera) | C     | Antonio Sessa     |
|    | Italia (bandiera) | A     | Fabio De Luca     |
|    | Italia (bandiera) | A     | Gennaro Fragiello |
|    | Italia (bandiera) | A     | Alberto Frisenda  |
|    | Italia (bandiera) | A     | Roberto Impreso   |
|    | Italia (bandiera) | A     | Saverio Luciani   |
|    | Italia (bandiera) | A     | Matteo Merloni    |
|    | Italia (bandiera) | A     | Enea Parma        |
|    | Italia (bandiera) | A     | Massimo Perna     |

## Calciomercato[2]

### Sessione estiva
Tra i nuovi acquisti della sessione estiva spicca un elevato numero di giovani che rientrano da prestiti: il portiere Fumagalli dal Fanfulla, i difensori Balzano dal Tempio, Berardo dal Pizzighettone, Sabato dal Pavia, i centrocampisti Mello dal Fanfulla e Mileo dal Rodengo Saiano e l'attaccante Parma dal Pizzighettone. Oltre a loro arrivano il portiere Ferrari dal Bologna, il difensore Lanati dal Faenza, il centrocampista Nieddu dall'Inter e la coppia formata da Gorrini e Luciani che tornano in rossonero dopo l'esperienza alla Maceratese.
Lasciano la Val d'Arda il portiere Pegolo che, terminato il suo prestito, torna al Verona, i difensori Cecchetto (al Legnano), Colicchio (al Pizzighettone), Cozzi (al Belluno), Grossi che termina la sua carriera, Medda (al Lumezzane), Miccoli (alla Bagnolese) e Teresi (al Chievo che poi lo gira alla Carrarese). A centrocampo Coppola si trasferisce al Bassano, Drascek torna al Vicenza per fine prestito, Liberti si accasa al Camerino e Nicoletti alla Poggese. In attacco Dosi passa al Rimini, Guerra al Bassano, Lauria al San Marino e Romanini al Pizzighettone.
| Acquisti | Acquisti            | Acquisti       | Acquisti      |
| R.       | Nome                | da             | Modalità      |
| -------- | ------------------- | -------------- | ------------- |
| P        | Andrea Ferrari (II) | Bologna        |               |
| P        | Ermanno Fumagalli   | Fanfulla       | fine prestito |
| D        | Riccardo Balzano    | Tempio         | fine prestito |
| D        | Marco Berardo       | Pizzighettone  | fine prestito |
| D        | Andrea Gorrini      | Maceratese     |               |
| D        | Pierpaolo Lanati    | Faenza         |               |
| D        | Rocco Sabato        | Pavia          | fine prestito |
| C        | Daniele Mello       | Fanfulla       | fine prestito |
| C        | Dario Mileo         | Rodengo Saiano | fine prestito |
| C        | Nicola Nieddu       | Inter          |               |
| A        | Saverio Luciani     | Maceratese     |               |
| A        | Enea Parma          | Pizzighettone  | fine prestito |

| Cessioni | Cessioni           | Cessioni      | Cessioni      |
| R.       | Nome               | a             | Modalità      |
| -------- | ------------------ | ------------- | ------------- |
| P        | Gianluca Pegolo    | Verona        | fine prestito |
| D        | Gabriele Cecchetto | Legnano       |               |
| D        | Umberto Colicchio  | Pizzighettone |               |
| D        | Daniele Cozzi      | Belluno       |               |
| D        | Paolo Grossi       |               | fine carriera |
| D        | Stefano Medda      | Lumezzane     |               |
| D        | Francesco Miccoli  | Bagnolese     |               |
| D        | Gaetano Teresi     | Chievo        |               |
| C        | Paolo Coppola      | Bassano       |               |
| C        | Davide Drascek     | Vicenza       | fine prestito |
| C        | Emanuele Liberti   | Camerino      |               |
| C        | Eugenio Nicoletti  | Poggese       |               |
| A        | Luca Dosi          | Rimini        |               |
| A        | Marcello Gambino   | Sampdoria     |               |
| A        | Loris Guerra       | Bassano       |               |
| A        | Federico Lauria    | San Marino    |               |
| A        | Marco Romanini     | Brescia       | fine prestito |

### Sessione autunnale
Nella sessione autunnale vengono acquistati il centrocampisti Agostinelli dalla Pistoiese, Ciceri e Ferrari pescando tra gli svincolati e Livi in prestito dall'Inter, oltre all'attaccante Merloni dal Padova. Vengono ceduti il difensore Cassaro alla Sanremese e il centrocampista Del Santo in prestito al Grosseto.
| Acquisti | Acquisti              | Acquisti  | Acquisti   |
| R.       | Nome                  | da        | Modalità   |
| -------- | --------------------- | --------- | ---------- |
| C        | Gianmarco Agostinelli | Pistoiese |            |
| C        | Andrea Ciceri         |           | svincolato |
| C        | Andrea Ferrari (I)    |           | svincolato |
| C        | Alessandro Livi       | Inter     | prestito   |
| A        | Matteo Merloni        | Padova    |            |

| Cessioni | Cessioni          | Cessioni  | Cessioni |
| R.       | Nome              | a         | Modalità |
| -------- | ----------------- | --------- | -------- |
| D        | Silvio Cassaro    | Sanremese |          |
| C        | Rinaldo Del Santo | Grosseto  | prestito |

### Sessione invernale-primaverile
Nella sessione invernale arrivano in rossonero il difensore Mazzocchi dal Brescello, l'esperto centrocampista svincolato Damiano Longhi, il mediano Manoni dalla Santegidiese e l'attaccante De Luca dalla Salernitana, ingaggiato a marzo. Dal Cosenza arrivano il tornante Occhiuzzi e l'attaccante Perna, in cambio della comproprietà di Rocco Sabato che rimane fino a fine stagione al Fiorenzuola.
Nel mese di dicembre lascia la squadra Moreschi che si trasferisce all'Oggiono.
| Acquisti | Acquisti          | Acquisti     | Acquisti   |
| R.       | Nome              | da           | Modalità   |
| -------- | ----------------- | ------------ | ---------- |
| D        | Simone Mazzocchi  | Brescello    |            |
| C        | Damiano Longhi    |              | svincolato |
| C        | Manolo Manoni     | Santegidiese |            |
| C        | Roberto Occhiuzzi | Cosenza      |            |
| A        | Fabio De Luca     | Salernitana  |            |
| A        | Massimo Perna     | Cosenza      |            |

| Cessioni | Cessioni       | Cessioni | Cessioni |
| R.       | Nome           | a        | Modalità |
| -------- | -------------- | -------- | -------- |
| C        | Mauro Moreschi | Oggiono  |          |

## Risultati

### Campionato

#### Girone di andata
| 2 settembre 2001 1ª giornata | Imolese | 1 – 0 | Fiorenzuola |  |

| 9 settembre 2001 2ª giornata | Fiorenzuola | 1 – 2 | Rimini |  |

| 16 settembre 2001 3ª giornata | Sassuolo | 0 – 3 | Fiorenzuola |  |

| 23 settembre 2001 4ª giornata | Fiorenzuola | 1 – 1 | Südtirol |  |

| 30 settembre 2001 5ª giornata | Fiorenzuola | 0 – 0 | Teramo |  |

| 7 ottobre 2001 6ª giornata | Montichiari | 0 – 1 | Fiorenzuola |  |

| 14 ottobre 2001 7ª giornata | Fiorenzuola | 1 – 2 | Mantova |  |

| 21 ottobre 2001 8ª giornata | Thiene | 2 – 0 | Fiorenzuola |  |

| 28 ottobre 2001 9ª giornata | Trento | 3 – 2 | Fiorenzuola |  |

| 4 novembre 2001 10ª giornata | Fiorenzuola | 1 – 1 | Poggese |  |

| 11 novembre 2001 11ª giornata | Gualdo | 0 – 0 | Fiorenzuola |  |

| 18 novembre 2001 12ª giornata | Fiorenzuola | 1 – 1 | Sambenedettese |  |

| 25 novembre 2001 13ª giornata | Gubbio | 3 – 0 | Fiorenzuola |  |

| 2 dicembre 2001 14ª giornata | Fiorenzuola | 1 – 2 | Brescello |  |

| 9 dicembre 2001 15ª giornata | San Marino | 1 – 0 | Fiorenzuola |  |

| 16 dicembre 2001 16ª giornata | Fiorenzuola | 1 – 0 | Faenza |  |

| 23 dicembre 2001 17ª giornata | Mestre | 2 – 0 | Fiorenzuola |  |

#### Girone di ritorno
| 6 gennaio 2002 18ª giornata | Fiorenzuola | 0 – 1 | Imolese |  |

| 13 gennaio 2002 19ª giornata | Rimini | 2 – 1 | Fiorenzuola |  |

| 20 gennaio 2002 20ª giornata | Fiorenzuola | 1 – 3 | Sassuolo |  |

| 27 gennaio 2002 21ª giornata | Südtirol | 0 – 0 | Fiorenzuola |  |

| 3 febbraio 2002 22ª giornata | Teramo | 1 – 1 | Fiorenzuola |  |

| 10 febbraio 2002 23ª giornata | Fiorenzuola | 0 – 2 | Montichiari |  |

| 17 febbraio 2002 24ª giornata | Mantova | 2 – 0 | Fiorenzuola |  |

| 24 febbraio 2002 25ª giornata | Fiorenzuola | 0 – 0 | Thiene |  |

| 3 marzo 2002 26ª giornata | Fiorenzuola | 0 – 0 | Trento |  |

| 10 marzo 2002 27ª giornata | Poggese | 0 – 1 | Fiorenzuola |  |

| 24 marzo 2002 28ª giornata | Fiorenzuola | 0 – 1 | Gualdo |  |

| 30 marzo 2002 29ª giornata | Sambenedettese | 2 – 0 | Fiorenzuola |  |

| 7 aprile 2002 30ª giornata | Fiorenzuola | 1 – 1 | Gubbio |  |

| 14 aprile 2002 31ª giornata | Brescello | 1 – 0 | Fiorenzuola |  |

| 21 aprile 2002 32ª giornata | Fiorenzuola | 1 – 1 | San Marino |  |

| 28 aprile 2002 33ª giornata | Faenza | 0 – 2 | Fiorenzuola |  |

| 5 maggio 2002 34ª giornata | Fiorenzuola | 1 – 1 | Mestre |  |

## Statistiche

### Statistiche di squadra
| Competizione         | Punti | Totale | Totale | Totale | Totale | Totale | Totale | DR  |
| Competizione         | Punti | G      | V      | N      | P      | Gf     | Gs     | DR  |
| -------------------- | ----- | ------ | ------ | ------ | ------ | ------ | ------ | --- |
| Serie C2             | 27    | 34     | 5      | 12     | 17     | 22     | 39     | -17 |
| Play-out             |       | 2      | 0      | 1      | 1      | 1      | 2      | -1  |
| Coppa Italia Serie C |       | 4      | 1      | 1      | 2      | 5      | 4      | +1  |
| Totale               |       | 40     | 6      | 14     | 20     | 28     | 45     | -17 |

### Statistiche dei giocatori[2]
| Giocatore       | Serie C2 | Serie C2 | Play-out | Play-out | Coppa Italia Serie C | Coppa Italia Serie C | Totale   | Totale |
| Giocatore       | Presenze | Reti     | Presenze | Reti     | Presenze             | Reti                 | Presenze | Reti   |
| --------------- | -------- | -------- | -------- | -------- | -------------------- | -------------------- | -------- | ------ |
| G. Agostinelli  | 2        | 0        | ?        | 0        | -                    | -                    | 2+       | 0      |
| R. Balzano      | 23       | 1        | ?        | 0        | ?                    | 0                    | 23+      | 1      |
| M. Berardo      | 31       | 0        | ?        | 0        | ?                    | 0                    | 31+      | 0      |
| D. Bertaccini   | 3        | -3       | 1        | -1       | ?                    | -?                   | 4+       | -4+    |
| S. Cassaro      | 1        | 0        | -        | -        | ?                    | 0                    | 1+       | 0      |
| A. Ciceri       | 19       | 2        | ?        | 0        | -                    | -                    | 19+      | 2      |
| M. De Falco     | 2        | 0        | ?        | 0        | ?                    | 0                    | 2+       | 0      |
| F. De Luca      | 3        | 1        | ?        | 0        | -                    | -                    | 3+       | 1      |
| R. Del Santo    | 1        | 0        | -        | -        | ?                    | 1                    | 1+       | 1      |
| G. Desiderio    | 1        | 0        | ?        | 0        | ?                    | 0                    | 1+       | 0      |
| R. Di Francia   | 14       | 0        | ?        | 0        | ?                    | 0                    | 14+      | 0      |
| A. Ferrari (I)  | 24       | 1        | ?        | 0        | -                    | -                    | 24+      | 1      |
| A. Ferrari (II) | 2        | -2       | 0        | -0       | ?                    | -?                   | 2+       | -2+    |
| G. Fragiello    | 4        | 0        | ?        | 0        | ?                    | 0                    | 4+       | 0      |
| A. Frisenda     | 10       | 0        | ?        | 0        | ?                    | 0                    | 10+      | 0      |
| E. Fumagalli    | 29       | -34      | 1        | -1       | ?                    | -?                   | 30+      | -35+   |
| A. Gorrini      | 29       | 2        | ?        | 0        | ?                    | 0                    | 29+      | 2      |
| M. Impreso      | 3        | 0        | ?        | 0        | ?                    | 0                    | 3+       | 0      |
| P. Lanati       | 13       | 1        | ?        | 0        | ?                    | 0                    | 13+      | 1      |
| A. Livi         | 19       | 1        | ?        | 0        | -                    | -                    | 19+      | 1      |
| D. Longhi       | 2        | 0        | 0        | 0        | -                    | -                    | 2        | 0      |
| S. Luciani      | 19       | 2        | ?        | 0        | ?                    | 1                    | 19+      | 3      |
| M. Manoni       | 12       | 0        | ?        | 0        | -                    | -                    | 12+      | 0      |
| S. Mazzocchi    | 9        | 0        | ?        | 0        | -                    | -                    | 9+       | 0      |
| O. Melizza      | 17       | 0        | ?        | 0        | ?                    | 0                    | 17+      | 0      |
| D. Mello        | 28       | 1        | ?        | 0        | ?                    | 1                    | 28+      | 2      |
| M. Merloni      | 10       | 2        | ?        | 1        | -                    | -                    | 10+      | 3      |
| D. Mileo        | 25       | 2        | ?        | 0        | ?                    | 0                    | 25+      | 2      |
| N. Nieddu       | 2        | 0        | ?        | 0        | ?                    | 0                    | 2+       | 0      |
| R. Occhiuzzi    | 13       | 0        | ?        | 0        | -                    | -                    | 13+      | 0      |
| E. Parma        | 30       | 4        | ?        | 0        | ?                    | 1                    | 30+      | 5      |
| M. Perna        | 11       | 1        | ?        | 0        | -                    | -                    | 11+      | 1      |
| D. Pizzelli     | 22       | 0        | ?        | 0        | ?                    | 0                    | 22+      | 0      |
| D. Pugliese     | 4        | 0        | ?        | 0        | ?                    | 0                    | 4+       | 0      |
| R. Sabato       | 28       | 1        | ?        | 0        | ?                    | 1                    | 28+      | 2      |
| A. Sessa        | 1        | 0        | ?        | 0        | ?                    | 0                    | 1+       | 0      |